# Barbro Andersson
Siv Barbro Pauline Andersson (n. 22 iunie 1937, Falköping parish⁠(d), Skaraborg⁠(d), Suedia – d. 4 iunie 2021) a fost o traducătoare suedeză din limba italiană și (într-o măsură mai mică) din limba română. Între 1973 și 1978 a tradus pentru editura Coeckelberghs opt cărți din limba română, inclusiv patru cărți ale lui Zaharia Stancu; apoi, ea s-a concentrat pe limba italiană. Printre scriitorii italieni pe care i-a tradus se numără Francesco Alberoni, Umberto Eco și Claudio Magris. De asemenea, Andersson a tradus romanele cu comisarul Montalbano ale lui Andrea Camilleri.

## Traduceri (selecție)
- Mircea Eliade: Den gamle mannen och officeren (Pe strada Mântuleasa...) (Coeckelberghs, 1978)
- Oriana Fallaci: En man (Un uomo) (Alba, 1981)
- Alberto Moravia: Betraktaren (L'uomo che guarda) (Bonnier, 1987)
- Roberto Saviano: Gomorra (Gomorra) (Bromberg, 2007)
- Andrea Camilleri: Krukmakarens åker (Il campo del vasaio) (Modernista, 2013)

## Premii
- Premiul pentru traducere Natur & Kulturs acordat de Academia Suedeză (2000)
- Premiul Elsa Thulin (2006)